# Sigvard Beck-Friis (1855–1937)
Sigvard Olof Beck-Friis, född 24 april 1855 i Jäders församling, Södermanlands län, död 22 juni 1937, var en svensk friherre, militär och kabinettskammarherre.

## Biografi
Beck-Friis blev underlöjtnant vid Skånska dragonregementet 1876, ryttmästare i regementet 1896 och major i armén 1905. 1893 blev han ordonnansofficer hos kronprins Gustaf och adjutant 1896. 1905 blev Beck-Friis kammarherre, och 1908 blev han kabinettskammarherre.
Han var son till Corfitz Beck-Friis.

## Utmärkelser

### Svenska utmärkelser
- Konung Oscar II:s och Drottning Sofias guldbröllopsminnestecken, 1907.[3]
- Konung Oscar II:s jubileumsminnestecken, 1897.[3]
- Konung Gustaf V:s jubileumsminnestecken med anledning av 70-årsdagen, 1928.[4]
- Kronprins Gustafs och Kronprinsessan Victorias silverbröllopsmedalj, 1906.[3]
- Kommendör av första klassen av Nordstjärneorden, 6 juni 1918.[5]
- Kommendör av andra klassen av Nordstjärneorden, 5 juni 1915.[6]
- Riddare av Nordstjärneorden, 1909.[7]
- Riddare av första klassen av Svärdsorden, 1898.[8]

### Utländska utmärkelser
- Riddare av första klassen av Ryska Sankt Stanislausorden, senast 1915.[3]
- Kommendör av första klassen av Badiska Zähringer Löwenorden, senast 1915.[3]
- Kommendör av första graden av Danska Dannebrogorden, senast 1915.[3]
- Kommendör av första klassen av Finlands Vita Ros’ orden, 1919.[9]
- Riddare av andra klassen med kraschan av Preussiska Röda örns orden, senast 1915.[3]
- Officer av Italienska kronorden, senast 1915.[3]
- Riddare av tredje klassen av Preussiska Kronorden, senast 1915.[3]
- Riddare av andra klassen av Sachsen-Weimarska Vita falkens orden, senast 1915.[3]